# Didi Conn
Didi Conn (właśc. Didi Bernstein, ur. 13 lipca 1951 roku) – amerykańska aktorka. Jej mężem jest David Shire, z którym ma dziecko.

## Filmografia
- 2005: Shooting Vegetarians jako Patrice
- 2003: 100 Greatest Musicals, The jako ona sama
- 2002: Frida jako Kelnerka
- 2000: Thomas i magiczna kolejka jako Stacy
- 2000: Shooting Vegetarians jako Patrice
- 1982: Grease 2 jako Frenchy
- 1982: Working jako Recepcjonistka
- 1978: Almost Summer jako Donna DeVito
- 1978: Murder at the Mardi Gras jako Julie Evans
- 1978: Three on a Date jako Eve Harris
- 1978: Grease jako Frenchy
- 1977: You Light Up My Life jako Laurie Robinson
- 1977: Raggedy Ann & Andy: A Musical Adventure jako Raggedy Ann (głos)
- 1976–1977: The Practice jako Helen